# پودر فلاش
پودر فلاش یک ترکیب پیروتکنیک (ترکیب آتش بازی)، مخلوطی از عامل اکسنده و سوخت فلزی است که به سرعت می‌سوزد و در صورت محبوس شدن، صدای بلندی تولید می‌کند. این پودر به‌طور گسترده در آتش بازی و آتش بازی‌های نمایشی (به عنوان مثال، بمب‌های گیلاسی، M-80، ترقه‌ها و …) استفاده می‌شود و زمانی برای فلاش در عکاسی استفاده می‌شد.

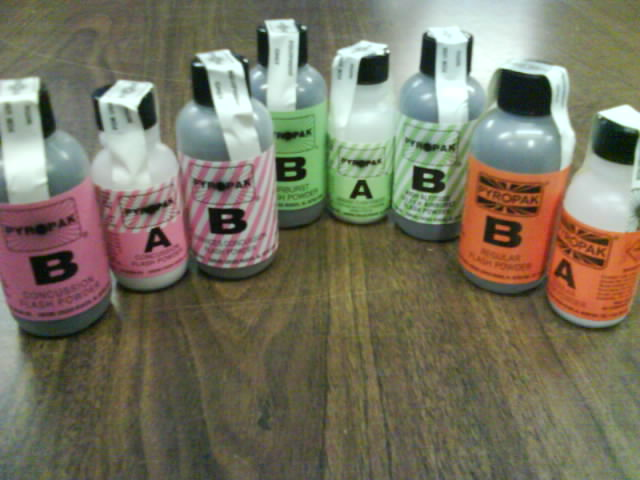
نمونه‌هایی از پودرهای فلش باینری نمایشی. الف) عامل اکسنده مشترک ب) پودر مورد استفاده در بعضی از انواع سوخت‌ها

انواع مختلف پودر فلاش از ترکیبات مختلف ساخته می‌شود. رایج‌ترین آنها پتاسیم پرکلرات و پودر آلومینیوم هستند. گاهی برای افزایش حساسیت، گوگرد به ترکیب پودر اضافه می‌گردد. فرمولاسیون‌های اولیه به جای پتاسیم پرکلرات از پتاسیم کلرات استفاده می‌کردند.
ترکیبات پودر فلاش همچنین کاربردهای نظامی نیز دارد، در مواردی که به مقدار زیادی صدا، نور یا تابش پرتو مادون قرمز نیاز است، مانند؛ نارنجک‌های صوتی و نورزا و جرقه‌های منحرف کننده موشک.

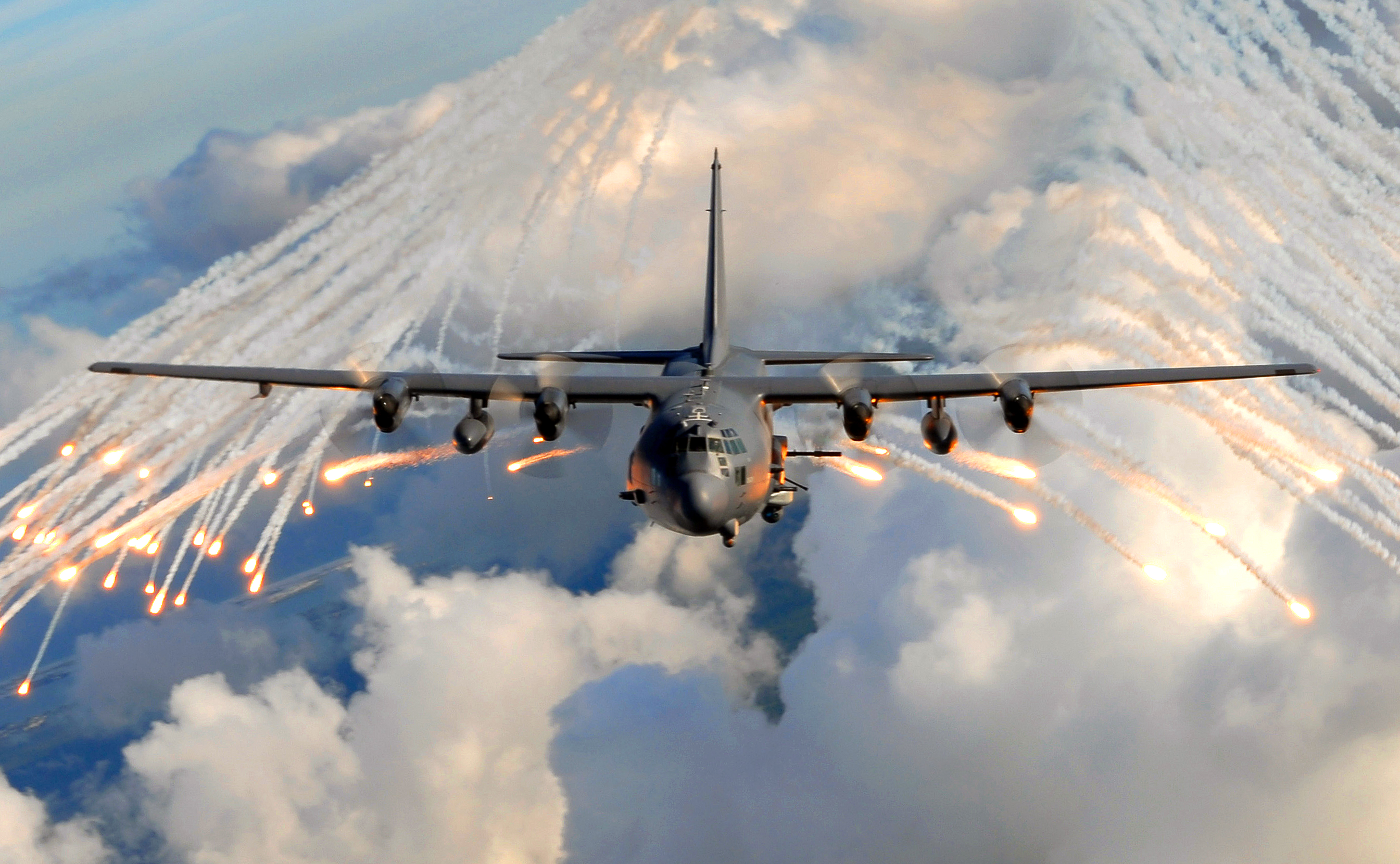
یک لاکهید ای‌سی-۱۳۰ در حال پخش شعله منحرف‌کننده

## تاریخ
پودر لیکوپودیوم، پودری شبیه گرد و غبار و مایل به زرد است که در گذشته به عنوان پودر فلاش استفاده می‌شده‌است. امروزه، استفاده اصلی از این پودر ایجاد فلاش‌ها یا شعله‌هایی بزرگ و چشمگیر با قابلیت کنترل آسان و ایمن برای استفاده در سینما، جلوه‌های ویژه در تئاتر و نمایش‌های شعبده بازی می‌باشد.

## ترکیبات
به‌طور معمول، مخلوط‌های پودر فلاش برای رسیدن به یک هدف خاص ترکیب می‌شوند. این ترکیبات گستره‌ای وسیع از ترکیب‌هایی که برای تولید بیشینه صدا طراحی شده‌اند و به سرعت می‌سوزند، تا ترکیب‌هایی که برای سوختن آهسته طراحی شده‌اند و مقدار زیادی روشنایی را فراهم می‌کنند، تا ترکیب‌هایی که قبلاً در عکاسی استفاده می‌شدند را شامل می‌شود.

### آلومینیوم و کلرات
ترکیب پودر آلومینیوم و پتاسیم کلرات ناپایدار است و انتخاب ضعیفی برای پودر فلاش است که قرار است برای مدتی طولانی ذخیره شود. به همین دلیل، تا حد زیادی با ترکیب‌های پتاسیم پرکلرات جایگزین شده‌است. ترکیب‌های کلرات هنوز زمانی که هزینه مهم‌ترین عامل تصمیم‌گیری، استفاده می‌شوند به دلیل اینکه پتاسیم کلرات به مراتب ارزان‌تر از پرکلرات است.
ابتدایی‌ترین ترکیب در این دسته یک ترکیب دو جزئی کلرات است، اگرچه به ندرت از آن استفاده می‌شود.
KClO 3 + 2Al → Al 2 O 3 + KCl
این ترکیب تقریباً شامل ۷۰ درصد پتاسیم کلرات و ۳۰ درصد وزنی آلومینیوم برای واکنش‌دهنده‌های معادله استوکیومتری بالا می‌باشد.
حذف گوگرد و هر گونه اجزای اسیدی از این مخلوط‌ها بسیار مهم است. گوگرد اکسیده می‌شود و رطوبت را جذب می‌کند تا سولفوریک اسید و تیونیک اسید تولید کند. وجود هرگونه اسید در این ترکیب آن را ناپایدار می‌کند. گاهی برای اطمینان از عدم وجود ناخالصی‌های اسیدی، چند درصد بی‌کربنات یا بافر کربنات به مخلوط اضافه می‌شود.
سولفور عمداً به عنوان جزء سوم به این مخلوط اضافه می‌شود تا انرژی فعال سازی کاهش یابد. با این حال این عمل مشکل تولید اسید و بی‌ثباتی را در پی دارد؛ بنابراین این ترکیب‌ها معمولاً برای ذخیره‌سازی ناپایدار در نظر گرفته می‌شوند و باید بلافاصله قبل از استفاده ترکیب شوند. آنتیموان تری‌سولفید ممکن است به عنوان جایگزین استفاده شود و در انبارش پایدارتر است.

### منیزیم و نیترات
یکی دیگر از ترکیبات فلاش رایج در بین تازه‌کارها شامل پودر منیزیم و پتاسیم نیترات است. همچنین از دیگر نیترات‌های فلزی از جمله باریم نیترات و استرانسیم نیترات نیز استفاده شده‌است. این ترکیبات با استفاده از نیترات و فلز منیزیم تقریباً از زمان اختراع عکاسی به عنوان پودر فلاش استفاده شده‌است. پودر فلاش پتاسیم نیترات/منیزیم باید مخلوط شده و بلافاصله استفاده شود و به دلیل تمایل به خود اشتعالی انبار نشود.
اگر پودر منیزیم دانه ریز نباشد، می‌توان آن را با روغن بذر کتان یا پتاسیم دی‌کرومات غیرفعال کرد. پودر فلاش منیزیم غیرفعال شده، پایدار و ایمن برای نگهداری است.
2 KNO3 + 5 Mg → K2O + N2 + 5 MgO
این ترکیب تقریباً شامل ۵۰ درصد وزنی پتاسیم نیترات و ۵۰ درصد پودر منیزم برای واکنش‌دهنده‌های معادله استوکیومتری بالا می‌باشد. واکنش شیمیایی ذیل همان واکنش، اما شامل باریم نیترات است.
Ba(NO 3) 2 + 5 Mg → BaO + N 2 + 5 MgO
برای استفاده در عکاسی، مخلوط‌های حاوی منیزیم و نیترات، سوخت بسیار بیشتری دارند. منیزیم اضافی در اثر واکنش تبخیر می‌شود و در هوا می‌سوزد و نور بیشتری ایجاد می‌کند. علاوه بر این، غلظت بالاتر سوخت منجر به سوختن آهسته‌تر می‌شود و در هنگام مشتعل شدن، «پف» بیشتر و «بنگ» کمتری ایجاد می‌کند. یک فرمول از سال ۱۹۱۷، ترکیب پنج قسمت منیزیم با شش قسمت نیترات باریم را برای استوکیومتری نه قسمت سوخت به یک قسمت اکسید کننده مشخص می‌کند. تولیدات مدرن پودرهای فلاش عکاسی ممکن است از استفاده از نمک‌های باریم به دلیل ماهیت سمی آنها اجتناب کنند. مخلوطی از پنج قسمت منیزیم مش هشتاد به یک قسمت پتاسیم نیترات، یک فلاش سفید خوب را بدون آسیب بالا ایجاد می‌کند. پودرهای فلاش غنی از سوخت نیز در گلدان‌های فلاش نمایشی استفاده می‌شوند.

### منیزیم و PTFE
یک ترکیب فلاش که به‌طور خاص برای تولید شعله‌های نورانی فوق‌العاده در بخش مادون قرمز طیف طراحی شده‌است، از مخلوطی از منیزیم درجه ویژه و پلی تترا فلوئورواتیلن پودری استفاده می‌کند. این شراره‌ها به عنوان فریب دهنده در هواپیماهایی که ممکن است در معرض شلیک موشک‌های جستجوگر گرما قرار گیرند، استفاده می‌شود.
2n Mg + (C 2 F 4)) n → 2n MgF 2 (s) + 2n C (s)

## ایمنی و جابجایی
پودرهای فلاش حتی در مواردی که برای هدفی خاص مورد استفاده قرار میگرند، نیروی انفجار مرگباری را آزاد می‌کنند. تقریباً تمام ترکیب‌های پودر فلاش که به‌طور گسترده مورد استفاده قرار می‌گیرند به شوک، اصطکاک و تخلیه الکترواستاتیک حساس هستند. در ترکیب‌هایی خاص، تغییر خود به خودی این حساسیت در طول زمان، یا به دلیل تغییر در محیط، یا سایر عوامل ناشناخته در تولید اولیه یا انبارش این ترکیب‌ها در عمل، غیر معمول نیست. علاوه بر این، تماس تصادفی با آلایندهایی نظیر اسیدهای قوی یا ترکیبات گوگرد می‌تواند این حساسیت را بیش از پیش افزایش دهد. از آنجایی که واکنش‌پذیری ترکیب‌های پودر فلاش بسیار بالا است، به‌طور بالقوه خطر انفجارهای تصادفی که می‌توانند آسیب‌های شدید ناشی از انفجار/تکه‌شدن، مانند کوری، قطع عضو انفجاری و معلولیت دائمی ایجاد کنند، وجود دارد. تلفات رخ داده‌است؛ بنابراین، ترکیبات مختلف پودر فلاش نباید توسط کسی که با خواص آنها، یا تکنیک‌های مورد نیاز برای حفظ ایمنی آشنا نیست، استفاده شود. این ترکیب‌ها خطرات فوق‌العاده‌ای را برای کودکان به همراه دارند، به ویژه کودکانی که معمولاً نمی‌توانند خطر را درک کنند و ممکن است در تکنیک‌های مدیریت ایمنی مهارت کمتری داشته باشند. در نتیجه، کودکان آسیب‌های شدیدتری نسبت به بزرگسالان متحمل می‌شوند.
- فلاش
- ترمایت
- باروت
- آتش بازی